# José Geraldo de Freitas Drumond
José Geraldo de Freitas Drumond (Barra Longa, 26 de outubro de 1946, Montes Claros, 29 de novembro de 2016) foi médico e professor brasileiro.

## Biografia
José Geraldo de Freitas Drumond se formou em medicina na Faculdade de Ciências Médicas de Minas Gerais em 1972, mudando-se para Montes Claros para trabalhar como legista, médico patologista e professor da disciplina de patologia da Faculdade de Medicina de Montes Claros a partir de 1975.
Dentre seus feitos, assumiu como presidente da Fundação Norte Mineira de Ensino Superior (FUNM) em abril de 1988 e conduziu sua transição na atual Universidade Estadual de Montes Claros (Unimontes) em 1989. Desde então, foi seu reitor até o dezembro de 2002. Nesta universidade também foi professor titular das cadeiras Ética e Bioética, além de lecionar a disciplina de Medicina Legal nos cursos de Medicina e Direito. Também lecionou na Universidade de Valência (Espanha) como professor do Mestrado em Medicina Forense e no Curso Superior de Medicina Legal da Universidade de Coimbra.
Entre os anos de 2002 e 2008 foi presidente da Fundação de Amparo à Pesquisa do Estado de Minas Gerais (FAPEMIG). Tomou posse em 31 de maio de 2007 na cadeira 91 da Academia Mineira de Medicina, além de ser fundador ex-presidente da Sociedade Iberoamericana de Direito Médico (2004 a 2009), membro da Academia Internacional de Medicina Legal (e presidente no biênio 2008-2010), membro da Associação Brasileira de Direito Médico e da Saúde (Adimes) e membro da Sociedade Brasileira de Medicina Legal desde 2009.
Depois de aposentado, defendeu em 2011 seu doutorado com o título O Desporto de Alto Rendimento sob a Perspectiva Bioética em Ciências do Desporto na Universidade de Trás-os-Montes e Alto Douro, em Vila Real, Portugal.
Por 2 anos foi também secretário municipal de saúde de Montes Claros, saindo em 2011.
Seu falecimento em 2016 comoveu a comunidade da Unimontes e notas de pesar foram emitidas por diversas personalidades como o ex-governador Antonio Anastasia, que afirmou “O professor José Geraldo de Freitas Drumond foi uma pessoa com a qual sempre tive um convívio muito harmônico, um grande lutador em prol da causa da educação em Minas Gerais. Levo a seus familiares e amigos e a toda comunidade acadêmica da Unimontes minha solidariedade e meus sinceros sentimentos”. Em 2017, o Conselho Universitário da Unimontes resolveu denominar o Teatro do Campus Sede da Unimontes  "Professor José Geraldo de Freitas Drumond".

## Prêmios e outras distinções
Dentre as honrarias recebida em vida, destacam-se:
- Medalha Santos Dumont, grau ouro (Governo do Estado de Minas Gerais), 1993
- Grande Medalha da Inconfidência (Governo de Minas Gerais), 1998
- Medalha do Pacificador (Exército Brasileiro), 1998
- Medalha Alferes Tiradentes (Comando Geral da Polícia Militar do Estado de Minas Gerais), 1998
- Grande Medalha do Mérito Educacional (Governo do Estado de Minas Gerais), 1999
- Medalha Gustavo Capanema (Governo do Estado de Minas Gerais), 2000
- Medalha do Mérito Legislativo do Estado de Minas Gerais, categoria Mérito Especial (Assembleia Legislativa do Estado de Minas Gerais), 2001
- Doutor Honoris Causa, Universidad Bicentenaria de Aragua (Venezuela), 2002

## Obras selecionadas

### Livros
- O "Ethos" Médico: A Velha e a Nova Moral Médica[11]
- Erro Médico[12]
- Bioética[13]
- Fundamentos de uma antropologia bioética: o apropriado, o bom e o justo[14]
- O segredo profissional do médico: aspectos éticos, legais e jurisprudenciais[15]
- Medicina legal do esporte: aspectos éticos e legais da medicina esportiva

### Artigos
- Tecnologia e esporte: perspectivas bioéticas[16]
- O princípio da beneficência na responsabilidade civil do médico[17]